# 우쓰노미야 도쿠마
우쓰노미야 도쿠마(일본어: 宇都宮 徳馬, 1906년 9월 24일~2000년 7월 1일)는 10선 중의원 의원과 재선 참의원 의원을 지낸 일본의 정치인이자 미노화겐제약을 창업한 사업가다.
일본 제국 육군 대장으로 조선군사령관을 역임한 우쓰노미야 다로의 장남이다.

## 생애
1906년 9월 24일에 도쿄부에서 태어났다. 육군 군인이던 아버지의 뜻을 따라 구제 도쿄부립 제일중학교(지금의 도쿄도립 히비야 고등학교)를 거쳐 도쿄육군유년학교에 제25기로 입교했으나 중퇴했고 구제 미토 고등학교(지금의 이바라키 대학)에 진학했다. 고교생 때 마르크스주의에 심취했다.
1928년에 교토 제국대학(지금의 교토 대학)에 진학하여 일본 마르크스주의 경제학의 선구자인 가와카미 하지메의 강의를 듣고 사회과학연구회에 참여하는 등 여전히 마르크스주의에 경도된 모습을 보였다. 3·15 사건이 발생한 이후 우쓰노미야는 사회과학연구회의 리더 역할을 맡았으며 미즈타 미키오의 보디가드로 활동했다. 이후 논문이 불경죄에 해당한다며 체포되면서 대학에서 퇴학당했다. 이후 일본공산당에 입당했는데 1930년에 「치안유지법」 위반으로 체포되어 투옥당했다.
1년 정도 감옥살이를 하다가 전향을 표명하면서 석방됐다. 이후 만주사변에 관계된 군수기업 주식에 투자했다가 큰 돈을 얻었고 이를 자금으로 1938년에 합자회사 미노화겐제약을 설립해 사장에 취임했다. 사명은 장인인 고마이 도쿠조가 지은 것으로 알려져 있다. 우쓰노미야는 회사를 경영하면서도 다카스기 슌스케라는 이름으로 『요미우리 신문』 경제란에 군부와 혁신관료를 비판하는 글을 자주 기고했다.
제2차 세계 대전이 끝난 뒤인 1952년에 자유당으로부터 공천을 받아 총선에 출마해 당선됐다. 1955년의 보수합동으로 자유민주당이 창당되자 자민당 소속이 되었다. 자민당에선 이시바시 단잔과 미키 다케오의 계보를 이었으며 외교면에서 평화 공존 외교와 일소·일중·일한 국교 회복을 주장했다. 1956년 12월 총재 선거 때도 이시바시를 도와 이시바시가 총재로 당선하는 데 공헌했다. 이후 기시 노부스케 등 자민당 보수파가 미국 중심의 외교를 전개할 때 아시아·아프리카 문제 연구회를 결성해 일중 국교 회복과 한국의 민주화나 비동맹 운동 국가와의 협력을 추진했다. 이런 리버럴적인 성향은 알제리 전쟁 때 국민해방전선를 원조하고 직접 시찰하는 모습으로 이어졌다. 알제리가 독립한 뒤인 1963년 11월에 알제리 독립기념식에 참석했고 1967년 11월에는 혁명기념식에 참석하여 대통령 우아리 부메디엔과 회담을 했다.
이시바시가 사망한 뒤에는 리버럴 성향의 우쓰노미야는 자민당 내에서 사실상 고립되어 입각이 막히고 당직도 얻지 못하게 됐다.
1975년 1월 23일에 총리대신 미키가 우쓰노미야에게 도쿄도지사 선거 출마를 요청해 왔다. 하지만 우쓰노미야는 29일에 미키를 만나 "나에겐 국회의원으로서의 책임과 집착이 있다"라며 거절했다. 이후 자민당은 이시하라 신타로가 의원직을 관두고 출마했으나 현직인 미노베 료키치에게 패배했다.
1976년에 록히드 사건과 김대중 납치 사건에 대한 일본 정부의 대응, 그리고 자민당 내에서 미키 끌어내리기가 일어나는 것에 대해 항의하며 자민당을 탈당하고 의원직도 사임했다. 그리고 12월 5일의 총선에 무소속으로 출마해 당선됐다. 마찬가지로 무소속으로 출마한 하토야마 구니오, 아소 요시카타와 함께 원내 회파인 무소속클럽을 결성했으며 우쓰노미야가 대표가 되었다.
1979년 총선에서 두 번째로 무소속 출마했으나 이번엔 낙선했다. 1980년 봄에 훈1등 서보장을 수훈했다. 같은 해 참원선에 신자유클럽과 사회민주연합의 추천을 받아 무소속으로 출마하여 당선됐다. 정치적 성향에 차이가 있는 두 정당의 추천을 받을 수 있었던 건 같은 선거구에 유사법제를 공약한 구리스 히로오미가 출마하자 위기감을 느끼고 막아야 한다고 생각했기 때문이었다.
당선 이후 우쓰노미야는 우쓰노미야 군축연구실을 설립하고 월간지 『군축문제자료』를 창간했으며 초당파적 국제군축촉진의원연맹을 결성해 국제적인 군축·평화 촉진을 위한 정치 활동을 개시했다. 1983년 참원선 때 덴 히데오와 야시로 에이타 등이 중심이 되어 군소 정당인 MPD(Movement of Peace and Democracy)·평화와 민주 운동을 창당하자 추천인이 되어줬다.
1986년 참원선 때 야마모토 고타로, 구니히로 마사오, 가타오카 마사루 등이 평화 운동을 주체로 한 정당 피스 스튜디오를 창당해 우쓰노미야를 비례대표 1번으로 옹립하려 했으나 우쓰노미야가 이를 거절했다. 이후 고스기 다카시의 요청에 부응해 신자유클럽의 비례대표 1번으로 선거에 임해 당선됐다. 8월에 신자유클럽이 자민당에 흡수될 때 따라가지 않고 무소속으로 남았으며 다가와 세이이치가 진보당을 창당하는 걸 도왔다. 1987년 가을에 훈1등 욱일대수장을 수훈했다.
1992년 참원선에 불출마하고 정계를 은퇴했다. 1997년에 합자회사인 미노화겐제약을 주식회사로 개편했다.
2000년 7월 1일에 폐렴으로 사망했다. 향년 93세. 사후에 정3위에 추서됐다. 생전에 평화 외교를 추진하고 오랫동안 리버럴한 정치 성향을 지켜왔으며 일중 우호 관계의 촉진과 한국의 야당 정치인 김대중을 지원한 점에서 전 총리대신 나카소네 야스히로, 전 중의원 의장 고노 요헤이, 전 사회당 위원장 도이 다카코는 물론 중국과 한국을 비롯한 각국의 정치인과 정부 관계자들이 장례식에 참석했다. 알제리 독립 운동을 지원한 인연으로 알제리에서도 우쓰노미야의 죽음이 대대적으로 보도되었다.

## 에피소드
- 군축과 공산권 국가와의 평화 외교를 주장하여 좌파라는 평가를 자주 받는데 우쓰노미야는 사업가 출신으로 경제적 자유주의를 주장한 경제적 우파였다. 관료사회주의라며 계획 경제에 반대했고 혼합 경제나 공기업에도 비판적이었으며 교육의 민주화를 주장했다. 토지개혁은 봉건적 요소를 불식시켰단 면을 긍정적으로 평가하면서도 정부가 농업을 통제하여 자유로운 농업 경영을 방해했다며 비판하기도 했다. 노동운동을 경계하는 태도를 보이면서도 공산주의나 사회주의와는 상호관용관계를 구축하고자 했다.[13]
- 대한민국의 야당 정치인 김대중(후에 제15대 대한민국의 대통령)이 박정희 대통령의 탄압을 받아 일본에서 망명중일 때 보호, 지원했다. 당시 중앙정보부가 김대중을 일본에서 한국으로 납치한 김대중 납치 사건이 일어나자 사건의 진상 규명과 김대중을 보호하기 위해 일본으로 귀환할 것을 주장하며 김대중을 지지했다.
- 박정희 대통령이 암살된 뒤에 서울의 봄이라고도 불리던 민주화 시기에 12·12 군사 반란으로 실권을 장악한 육군보안사령관 전두환(후에 제11·12대 대한민국의 대통령)이 일으켰던 5·17 쿠데타로 체포되어 사형 판결을 받은 김대중의 구명을 위해 총리대신 스즈키 젠코에게 요청해서 김대중의 사형 집행 회피와 감형이 이루어질 수 있도록 노력했다.
- 조선민주주의인민공화국의 국가 원수 김일성과 회담했을 때 김정일을 후계자로 결정했던 김일성에게 "정치인은 세습하면 안 된다"라고 언급했다. 김일성은 "진정한 친구의 직언은 기쁜 일이다"라며 미소로 답했다고 한다.
- 우쓰노미야가 1980년에 창간한 『군축문제자료』는 평화와 군축을 생각하기 위해 편집한 월간 정보 잡지로 우쓰노미야 군축 연구실이 2010년까지 30년에 걸쳐 발행을 이어갔다. 우쓰노미야는 이를 무료로 국회의원들에게 배포하는 등 사재를 아끼지 않고 평화와 군축 활동에 힘썼다. 적자를 무릅쓰고 계속 발행한 이유로 우쓰노미야는 선거 공약이기 때문이라고 답한 적이 있다.
- 1957년 10월 『요미우리 신문』이 우쓰노미야의 매춘과 뇌물 수수 의혹을 보도했는데 이는 엉터리 정보였다. 우쓰노미야는 『요미우리 신문』과 검찰 관계자를 명예훼손으로 고소했다. 체포된 신문기자는 불기소 처분을 받았지만 『요미우리 신문』은 이례적으로 사회면 1면에 5줄에 걸쳐 정정 기사를 게재했고 해당 기자에게 징계휴직·좌천 처분을 내렸다. 나중에 알려진 바에 의하면 해당 기자에게 정보를 흘리는 검찰 관계자가 누구인지 알아내기 위해 의도적으로 흘린 거짓 정보였다고 한다.
- 사망하기 전까지 가나가와현 야마토시에 거주했다. 우쓰노미야가 사망한 후 유족이 소유하고 있던 부지를 야마토시에 기부했고 현재 우쓰노미야 기념공원으로 남아 있다. 2002년 2월 1일에 명예 야마토시민이 되었다.

## 저서
- 官僚社会主義批判 自由主義政治の基礎 山雅房 1950
- 宇都宮徳馬最近の政論集 自由党中央機関誌再建編集局 1952.1（再建シリーズ）
- 平和共存と日本外交 弘文堂 1960
- 日中関係の現実 普通社 1963 （中国新書）
- 七億の隣人 東潮社 1964 （東潮新書）
- アジア問題と私の立場 学生への講演 弘文堂 1966
- 転換する米アジア政策と日本 林書店 1972
- 日本は新しい痣をつくるな 日韓正常化への提言 政治の歪みを正す 日新報道 1974
- 《金日成・宇都宮徳馬会談の記録》 (일본어). 自民党アジア・アフリカ問題研究会事務局. 1974년 10월 30일.
- 金日成主席と語る アジア太平洋研究会 1975 (APAレポート）
- 鳩山邦夫; 麻生良方; 宇都宮徳馬 (1977년 6월 24일). 《われら無党派》 (일본어). 荒地出版社.
- アジアに立つ 講談社 1978.10
- 暴兵損民 なぜ軍拡に狂奔するのか 徳間書店 1984.12
- 軍拡無用 21世紀を若者に遺そう すずさわ書店 1988.4
- 宇都宮徳馬追悼集 宇都宮徳馬追悼集刊行委員会 2001.10

## 역대 선거 기록
|  | 12.7% |

|  | 20.2% |

|  | 16.5% |

|  | 19.5% |

|  | 16.5% |

|  | 19.4% |

|  | 17.4% |

|  | 17.5% |

|  | 17.3% |

|  | 12.3% |

|  | 15% |

|  | 12.1% |

|  | 15.32% |

|  | 0% |

## 참고 문헌
- 私市正年, 편집. (2009년 4월). 《アルジェリアを知るための62章》 (일본어). 明石書店. ISBN 4-7503-2969-X.
- 坂本龍彦『風成の人　宇都宮徳馬の歳月』岩波書店、1993年。ISBN 4-00-002853-7